# Funzioni integrali trigonometriche
In matematica l'espressione funzioni integrali trigonometriche fa riferimento ad una famiglia di funzioni definite mediante integrali di funzioni trigonometriche. 

## Seno

Grafico di Si(x) per 0 ≤ x ≤ 8 π.

Esistono due definizioni del seno integrale:
{\displaystyle \operatorname {Si} (x)=\int _{0}^{x}{\frac {\sin t}{t}}\,dt}
{\displaystyle \operatorname {si} (x)=-\int _{x}^{+\infty }{\frac {\sin t}{t}}\,dt}
Per definizione {\displaystyle \operatorname {Si} (x)} è la primitiva della funzione sinc {\displaystyle \sin(x)/x} che si annulla nell'origine, mentre {\displaystyle \operatorname {si} (x)} è la primitiva che si annulla all'infinito. La loro differenza è data dall'integrale di Dirichlet,
{\displaystyle \operatorname {Si} (x)-\operatorname {si} (x)=\int _{0}^{\infty }{\frac {\sin t}{t}}\,dt={\frac {\pi }{2}}~.}
Poiché la funzione {\displaystyle \mathrm {sinc} (x)} è una funzione pari e intera (cioè olomorfa nell'intero piano complesso), {\displaystyle \operatorname {Si} (x)} è anch'essa intera, dispari e l'integrale nella sua definizione può essere valutato lungo ogni percorso che connette gli estremi.
Se si considera il seno integrale come la convoluzione della funzione sinc con la funzione gradino di Heaviside, ciò corrisponde a troncare la serie di Fourier, ed è pertanto un modo per descrivere il fenomeno di Gibbs.

## Coseno

Grafico di Ci(x) per 0 < x ≤ 8π.

Vi sono diverse definizioni del coseno integrale:
{\displaystyle \operatorname {Ci} (x)=-\int _{x}^{+\infty }{\frac {\cos t}{t}}\,dt=\gamma +\ln x+\int _{0}^{x}{\frac {\cos t-1}{t}}\,dt}
{\displaystyle \operatorname {Cin} (x)=\int _{0}^{x}{\frac {1-\cos t}{t}}\,dt}
dove {\displaystyle \gamma } è la costante di Eulero-Mascheroni. Qualche testo usa {\displaystyle \operatorname {ci} (x)} invece di {\displaystyle \operatorname {Ci} (x)}.
La funzione {\displaystyle \operatorname {Ci} (x)} è la primitiva di {\displaystyle \cos(x)/x} (che si annulla all'infinito). Le due definizioni sono legate dalla relazione:
{\displaystyle \operatorname {Cin} (x)=\gamma +\ln x-\operatorname {Ci} (x)}
{\displaystyle \operatorname {Ci} (x)} è una funzione pari intera.

## Seno iperbolico
Il seno iperbolico integrale ha la forma:
{\displaystyle \operatorname {Shi} (x)=\int _{0}^{x}{\frac {\sinh t}{t}}\,dt=\operatorname {shi} (x)}
{\displaystyle \operatorname {Shi} (x)=\sum _{n=0}^{+\infty }{\frac {x^{2n+1}}{(2n+1)!(2n+1)}}=x+{\frac {x^{3}}{3!\cdot 3}}+{\frac {x^{5}}{5!\cdot 5}}+{\frac {x^{7}}{7!\cdot 7}}+\cdots }
È legata alla precedente funzione seno integrale dalla relazione
{\displaystyle \operatorname {Si} (ix)=i\operatorname {Shi} (x).}

## Coseno iperbolico
Il coseno iperbolico integrale è:
{\displaystyle \operatorname {Chi} (x)=\gamma +\ln x+\int _{0}^{x}{\frac {\cosh t-1}{t}}\,dt\qquad (|{\rm {Arg}}(x)|<\pi )}
dove {\displaystyle \gamma } è la costante di Eulero-Mascheroni.
Ha come espansione in serie {\displaystyle \operatorname {Chi} (x)=\gamma +\ln(x)+{\frac {1}{4}}x^{2}+{\frac {1}{96}}x^{4}+{\frac {1}{4320}}x^{6}+{\frac {1}{322560}}x^{8}+{\frac {1}{36288000}}x^{10}+O(x^{12})}.

## Scrittura alternativa
Utilizzando le funzioni:
{\displaystyle f(x)\equiv \int _{0}^{+\infty }{\frac {\sin(t)}{t+x}}dt=\int _{0}^{+\infty }{\frac {e^{-xt}}{t^{2}+1}}dt=\operatorname {Ci} (x)\sin(x)+\left[{\frac {\pi }{2}}-\operatorname {Si} (x)\right]\cos(x)}
{\displaystyle g(x)\equiv \int _{0}^{+\infty }{\frac {\cos(t)}{t+x}}dt=\int _{0}^{+\infty }{\frac {te^{-xt}}{t^{2}+1}}dt=-\operatorname {Ci} (x)\cos(x)+\left[{\frac {\pi }{2}}-\operatorname {Si} (x)\right]\sin(x)}
l'integrale trigonometrico può essere riscritto come:
{\displaystyle {\begin{array}{rcl}\operatorname {Si} (x)&=&\displaystyle {\frac {\pi }{2}}-f(x)\cos(x)-g(x)\sin(x)\\\operatorname {Ci} (x)&=&f(x)\sin(x)-g(x)\cos(x)\\\end{array}}}

## Espansioni
L'espansione dell'integrale trigonometrico in serie asintotica:
{\displaystyle \operatorname {Si} (x)={\frac {\pi }{2}}-{\frac {\cos x}{x}}\left(1-{\frac {2!}{x^{2}}}+{\frac {4!}{x^{4}}}-{\frac {6!}{x^{6}}}\cdots \right)-{\frac {\sin x}{x}}\left({\frac {1}{x}}-{\frac {3!}{x^{3}}}+{\frac {5!}{x^{5}}}-{\frac {7!}{x^{7}}}\cdots \right)}
{\displaystyle \operatorname {Ci} (x)={\frac {\sin x}{x}}\left(1-{\frac {2!}{x^{2}}}+{\frac {4!}{x^{4}}}-{\frac {6!}{x^{6}}}\cdots \right)-{\frac {\cos x}{x}}\left({\frac {1}{x}}-{\frac {3!}{x^{3}}}+{\frac {5!}{x^{5}}}-{\frac {7!}{x^{7}}}\cdots \right)}
è una serie divergente, utilizzata per valutare l'integrale per {\displaystyle \mathrm {Re} (x)\gg 1}.
L'espansione:
{\displaystyle \operatorname {Si} (x)=\sum _{n=0}^{+\infty }{\frac {(-1)^{n}x^{2n+1}}{(2n+1)(2n+1)!}}=x-{\frac {x^{3}}{3!\cdot 3}}+{\frac {x^{5}}{5!\cdot 5}}-{\frac {x^{7}}{7!\cdot 7}}\pm \cdots }
{\displaystyle \operatorname {Ci} (x)=\gamma +\ln x+\sum _{n=1}^{+\infty }{\frac {(-1)^{n}x^{2n}}{2n(2n)!}}=\gamma +\ln x-{\frac {x^{2}}{2!\cdot 2}}+{\frac {x^{4}}{4!\cdot 4}}\mp \cdots }
è invece convergente per ogni {\displaystyle x\in \mathbb {C} }, sebbene per {\displaystyle |x|\gg 1} la serie converga inizialmente in modo lento, richiedendo molti termini per una stima precisa.

## Esponenziale integrale
La funzione integrale esponenziale:
{\displaystyle \operatorname {E} _{1}(z)=\int _{1}^{+\infty }{\frac {\exp(-zt)}{t}}\,dt\qquad \mathrm {Re} (z)\geq 0}
è strettamente legata con {\displaystyle \operatorname {Si} (x)} e {\displaystyle \operatorname {Ci} (x)}:
{\displaystyle \operatorname {E} _{1}(ix)=i\left(-{\frac {\pi }{2}}+\operatorname {Si} (x)\right)-\operatorname {Ci} (x)=i\operatorname {si} (x)-\operatorname {ci} (x)\qquad x>0}